# Victor Burgos
Victor Burgos est un boxeur mexicain né le 10 avril 1974 à Copala.

## Carrière
Passé professionnel en 1993, il devient champion du Mexique des poids mi-mouches en 1995 mais perd contre Alex Sánchez, champion WBO des poids pailles en 1997. En 2000, Burgos s'empare de la ceinture nord-américaine NABO des poids mi-mouches  et le 15 février 2003 du titre vacant de champion du monde IBF de la catégorie en battant par arrêt de l'arbitre au 12e round Alex Sánchez.
Après avoir défendu deux fois sa ceinture en faisant match nul contre Rosendo Alvarez puis en battant Fahlan Sakkreerin, il s'incline aux points face à Will Grigsby le 14 mai 2005. Victor Burgos met un terme à sa carrière de boxeur en 2007 à la suite d'une autre défaite contre Vic Darchinyan sur un bilan de 39 victoires, 15 défaites et 3 matchs nuls.